# زيت الكريل

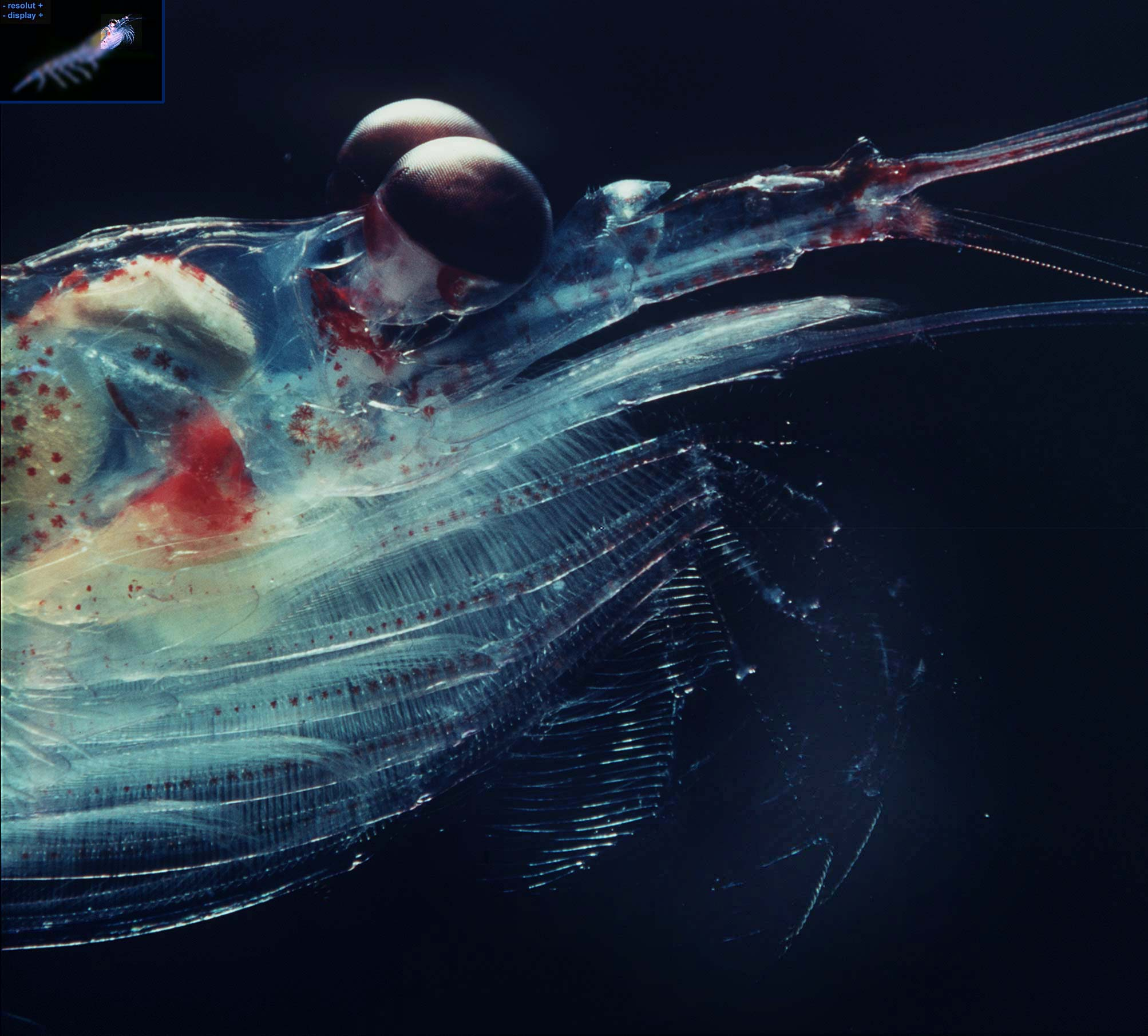

زيت الكريل هو مستخلص تم تحضيره من أنواع من قريدس القطب الجنوبي، كريل رائع. اثنين من أهم المكونات في زيت الكريل هي أحماض أوميجا -3 الدهنية المشابهة لتلك الموجودة في زيت السمك ، والأحماض الدهنية المشتقة من الفوسفوليبيد (PLFA) ، وخاصة الفوسفاتيديل كولين (يشار إليه بديلا باسم الليسيتين البحري).
وقد أظهرت الدراسات بقايا سمية في قشريات الكريل والسمك في أنتاركتيكا ؛ ومع ذلك، وافقت إدارة الغذاء والدواء الأمريكية على إشعارات من مصنعي زيت الكريل تعلن أن زيت الكريل والمنتجات المشتقة منه تفي بالمعايير المعترف بها بشكل عام على أنها آمنة. (GRAS) ، على الرغم من أن FDA نفسها لم تختبر المنتجات. على الرغم من أنه ليس من الأنواع المهددة بالانقراض، تعد قشريات القطب الجنوبي الدعامة الأساسية لأنواع عديدة من الكائنات البحرية بما في ذلك الحيتان، وهناك بعض المخاوف البيئية  والعلمية  من أن عدد سكانها قد انخفض انخفاضًا كبيرًا نتيجة لتغير المناخ والحصاد البشري.

## الفرق بين زيت الكريل وزيت السمك
زيت الكريل وزيت أسماك المحيطات غنية بأحماض أوميغا 3 الدهنية، أساسا حمض eicosapentaenoic (EPA) وحمض docosahexaenoic (DHA). بينما يحتوي كلاهما على بعض EPA و DHA كأحماض دهنية حرة، يحتوي زيت الكريل على كميات غنية من الدهون الفوسفاتية المحتوية على الكولين وتركيز phosphatidylcholine من 34 جرام لكل 100 جرام من الزيت. يحتوي زيت الكريل أيضًا على محتوى بارز من أستازانتين بنسبة 0.1 إلى 1.5 ملغم / مل اعتمادًا على طرق المعالجة، وهو مسؤول عن لونه الأحمر.